# کوه هلیکون
کوه هلیکون (به لاتین: Mount Helicon) یک کوه در یونان است که در بویوتیا واقع شده‌است. کوه هلیکون ۱٬۷۴۹ متر بالاتر از سطح دریا واقع شده‌است.